# The New Edition Story
 (janvier 2018).
Si vous disposez d'ouvrages ou d'articles de référence ou si vous connaissez des sites web de qualité traitant du thème abordé ici, merci de compléter l'article en donnant les références utiles à sa vérifiabilité et en les liant à la section « Notes et références ».
The New Edition Story est une mini-série télévisée américaine biographique diffusée à partir de janvier 2017 sur Black Entertainment Television racontant l'ascension fulgurante du groupe New edition.